# Kunstsage
Kunstsagen sind in Anlehnung an traditionelle Sagen geschaffene literarische Werke.

## Gattungsmerkmale
Kunstsagen weisen viele allgemeine Sagenmerkmale wie beispielsweise relative Kürze oder Realitätsbezug auf und stammen den Kunstmärchen gleich aus der Feder eines Autors. Kunstsagen verhalten sich demnach zu Sagen wie Kunstmärchen zu Volksmärchen. Aber im Unterschied zum Kunstmärchen und zur Sage, welche oftmals traurig enden, geht der Held in der (nicht-romantischen) Kunstsage nahezu stets als strahlender Sieger hervor oder zumindest nicht als Verlierer. 

## Einteilung
Kunstsagen lassen sich im Wesentlichen in vier Gruppen einteilen.
Die erste dieser Gruppen beinhaltet Geschichten, in denen eine oder mehrere historische und/oder Sagenfiguren (auch „Handlungsträger“, „Protagonist“ oder kurz „Held“ genannt) in einem genau bestimmten geschichtlichen Rahmen sagenhafte oder tatsächlich mögliche Begebenheiten erleben. 
Zur zweiten Gruppe gehören Kunstsagen, in denen ein oder mehrere Helden eine bereits bekannte Sage unter dem Motto „Was damals wirklich geschah“ neu erleben. 
Der dritten Gruppe gehören all jene Geschichten an, in denen der oder die Helden sagenhafte oder real mögliche Begebenheiten als Fortsetzung einer bekannten Sage erleben. Mitunter kann auch eine bereits vorhandene Sage selbst die Fortsetzung sein. 
Die vierte Gruppe schließlich machen all jene Kunstsagen aus, die völlig frei erfunden sind und keinerlei Bezug zu historischen oder volkssagenhaften Überlieferungen vorweisen, aber den Anschein einer solchen erwecken. 
Mischformen dieser vier Gruppen sind nicht auszuschließen. Dafür entfällt die von den Sagen herrührende Einteilung in Orts-, Helden- und Göttersagen. Außerdem kann es bei Kunstsagen durchaus vorkommen, dass das Sagenhafte sozusagen „entzaubert“ und eine logische Erklärung präsentiert wird.

## Geschichte
Seit der Zeit der deutschen Romantik wurde zwischen der „echten Volkssage“ und der „Kunstsage“ unterschieden. Die ersten „romantischen Kunstsagen“ stammen aus der Feder von Clemens Brentano und Achim von Arnim. 
- Clemens Brentano: „Zu Bacharach am Rhein“ in Godwi
- Achim von Arnim: Die Kronenwächter
- Wilhelm Hauff: „Die Sage vom Hirschgulden“ in „Das Wirtshaus im Spessart“